# Музей истории и развития Донецкой железной дороги

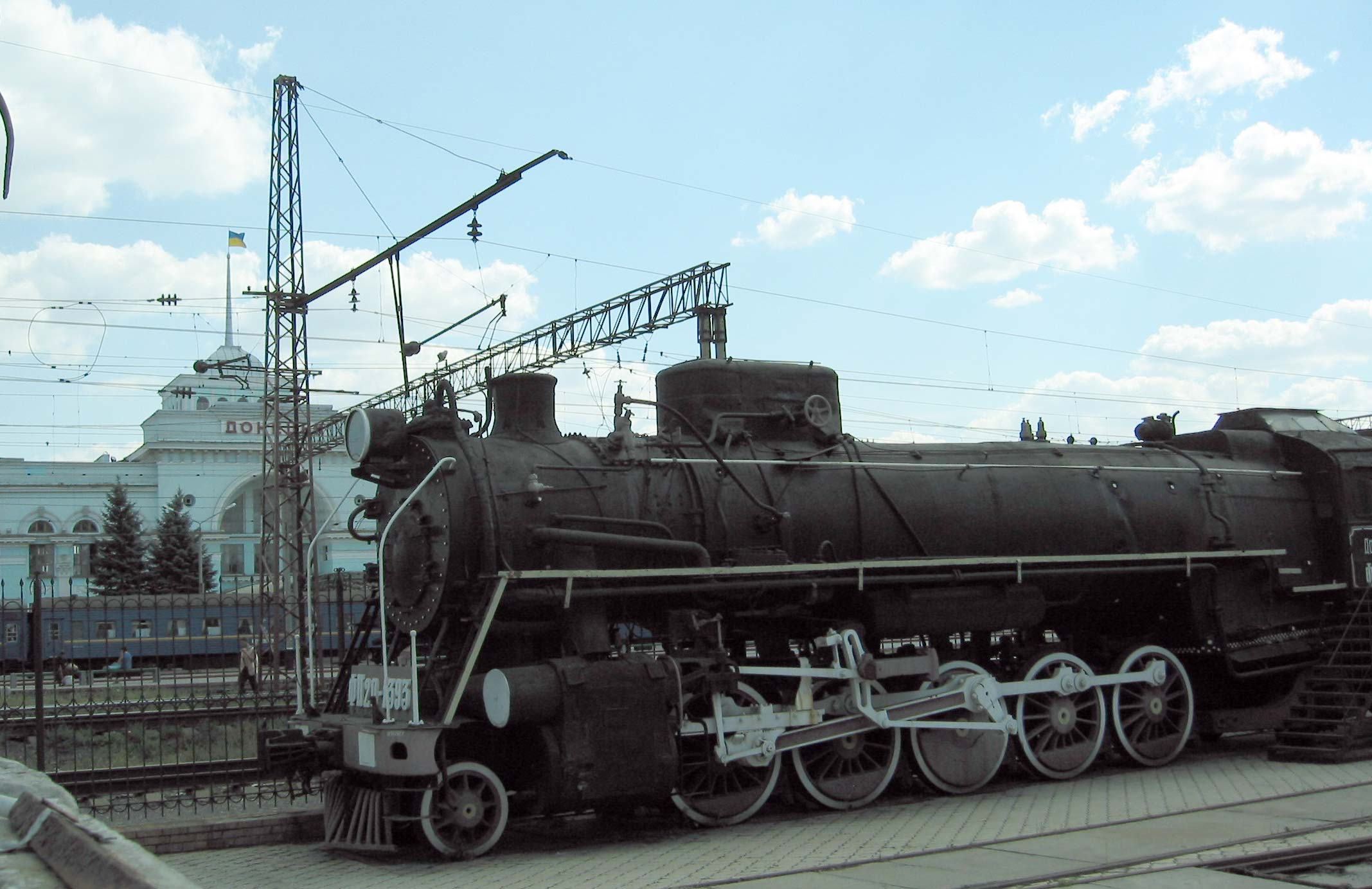
Паровозы из музейной коллекции

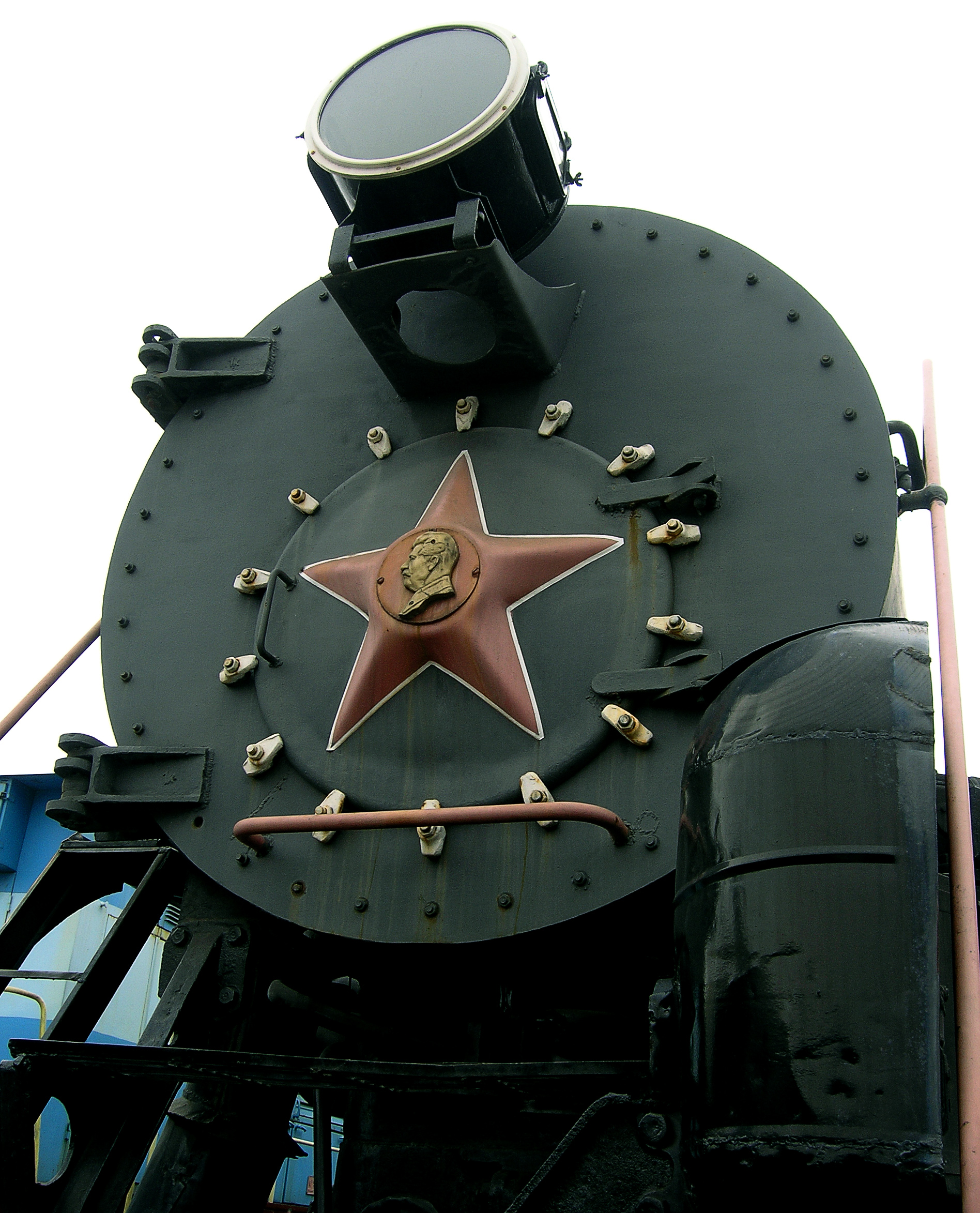
Красная звезда с профилем Сталина

Музей истории и развития Донецкой железной дороги(укр. Музей історії та розвитку Донецької залізниці)— временно не действующий железнодорожный музей, находится в городе Донецк при железнодорожном вокзале станции Донецк.
Открыт 4 августа 2000 г. к 130-летию образования Донецкой железной дороги. Создатель коллекции, положившей основу музея и его директор Владимир Николаевич Донченко.
Более 2000 экспонатов представлены документами, наградами, железнодорожной униформой, железнодорожным оборудованием и инструментом, старыми фотографиями и другими коллекционными материалами. В коллекции музея хранятся: книга 1909 года, посвящённая 25-летию Екатерининской железной дороги, форменная одежда железнодорожников 1936 года, телеграфные аппараты Морзе, жезловый аппарат, знак об окончании школы среднего начсостава имени Рудзутака. Экспозиция музея расположена в бывшем здании депо станции Юзово.
Сотрудниками музея ведётся работа по сбору и реставрации старой железнодорожной техники. Найдены и реставрируются паровозы серии ФД, Л, Ов, ТЭ, Эр, Эм, Эу, паровоз Ь с осевой формулой 0-2-0, представлены тепловозы серий ТЭ3, 2ТЭ116, ЧМЭ5 и электровоз ВЛ8, вагонный подвижной состав. Ждёт очереди на реставрацию вагон, которым пользовались генерал Брусилов и Маршал Советского Союза Ворошилов.
Всего в музее — 25 единиц раритетного подвижного состава. Старейший из них вагон-салон Ворошилова 1898 года выпуска.
В музее хранится паровоз Ь-2062 1929 года выпуска, также известный под прозвищем «Кукушка». Ранее он находился в городском парке и едва не стал жертвой сборщиков металлолома. Это единственный сохранившийся экспонат в СНГ.

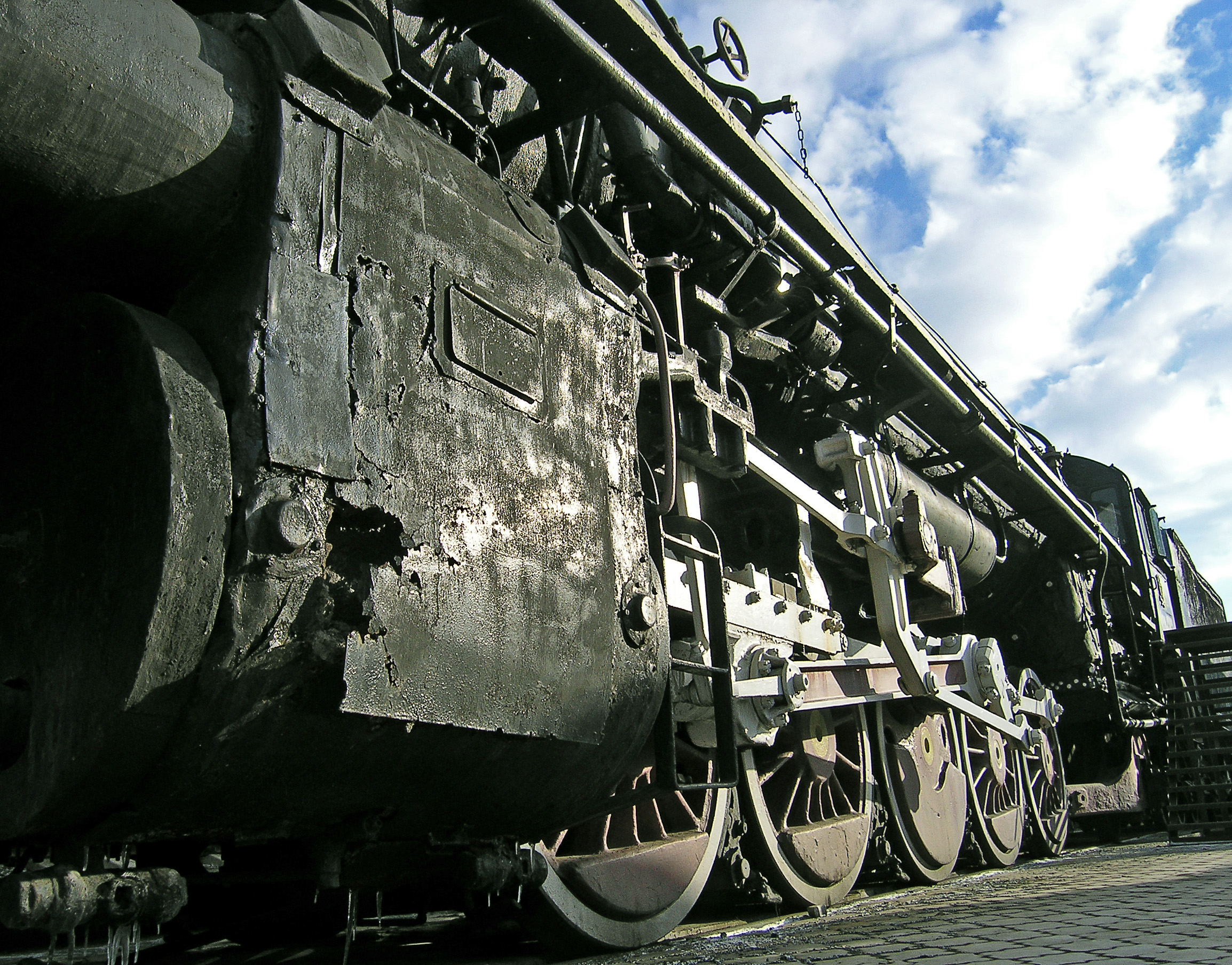
«Военные шрамы»
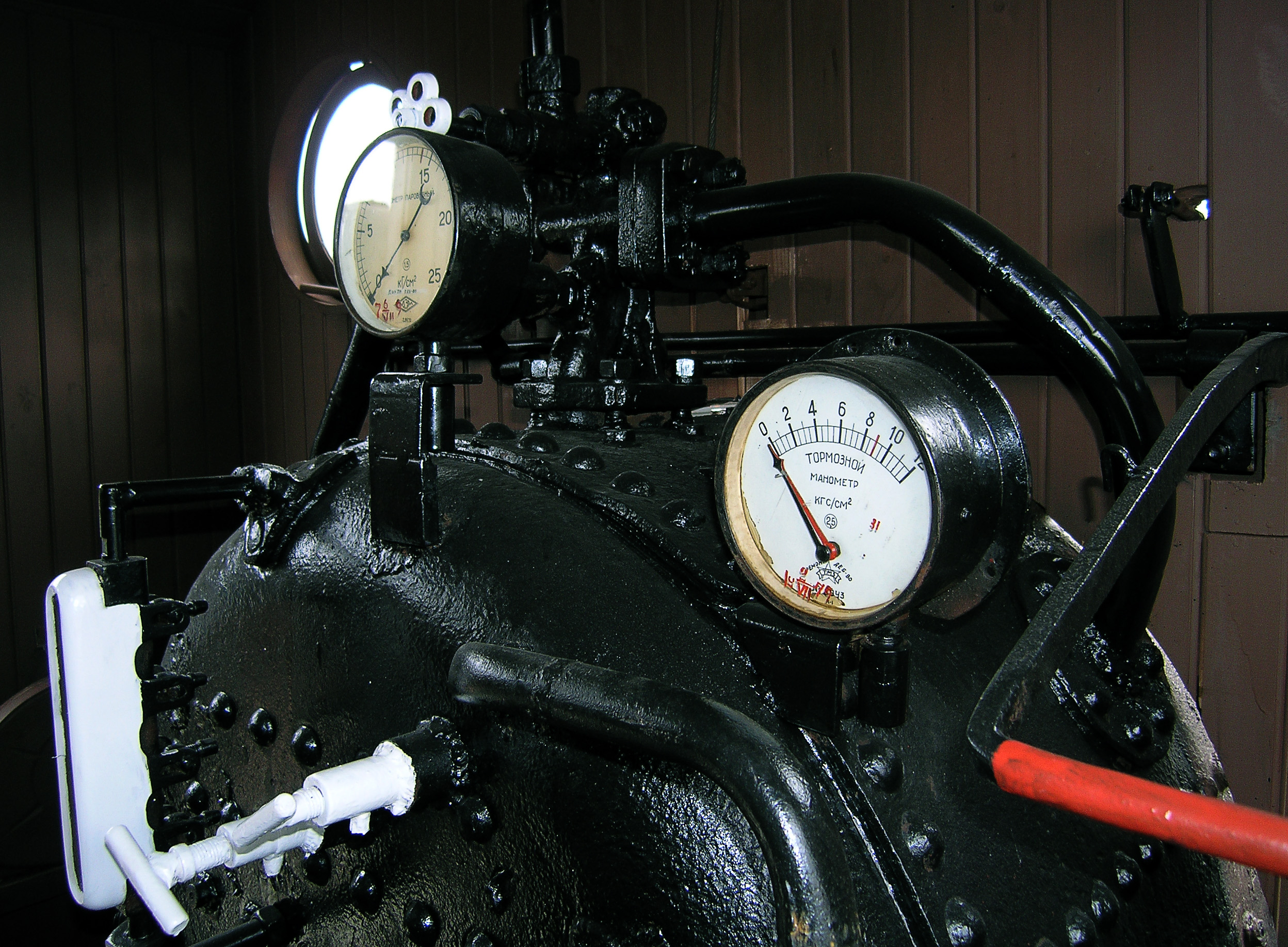
В паровозной будке
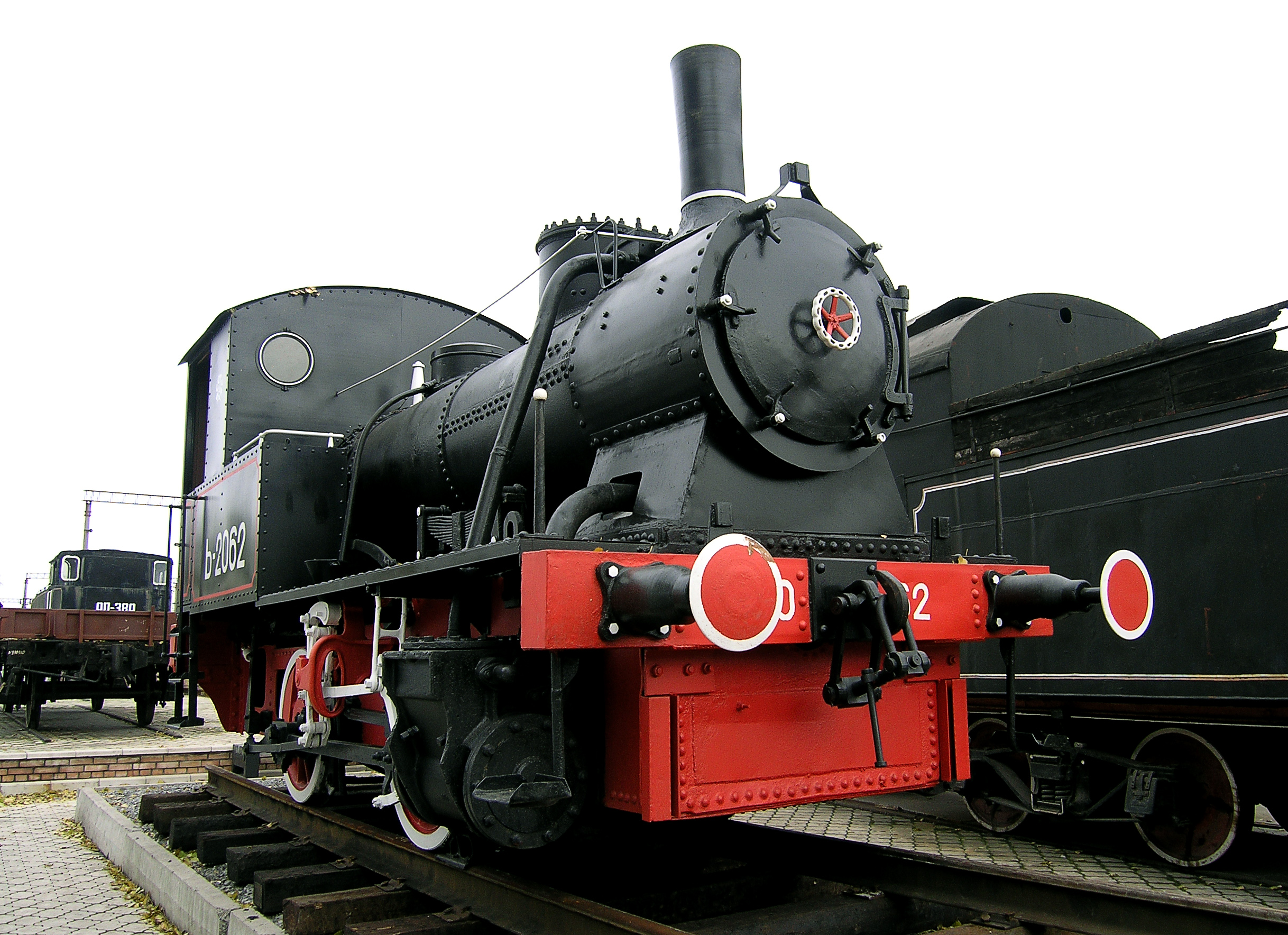
«Кукушка» Ь-2062

В 2006 г. экспозиция пополнилась гусеничным плавающим транспортёром «К-61» — в послевоенное время такие вездеходы использовались военизированной железнодорожной охраной на таких стратегических объектах как мосты.
Основная база музея в Донецке. Филиалы в Ясиноватой, Славянске, Красном Лимане.
Музей состоит в Фонде сохранения железнодорожного наследия Новой Европы, является коллективным членом Ассоциации работников технических музеев Украины.
Музей пополнился паровозом ЛВ, подарок музею от РЖД.
Музей находится на реконструкции, будет немного расширена площадка под ж/д технику.